# Ameba
|  | Per a altres significats, vegeu «Ameba (camuflatge)». |

Ameba (Amoeba) és un protozou de la família Amoebidae. Les espècies d'aquest gènere són unicel·lulars i viuen lliures a l'aigua o al terra, mentre que les d'altres gèneres relacionats parasiten l'intestí de l'home o dels animals. Les amebes es troben típicament en la vegetació en descomposició. No obstant això, a causa de la facilitat amb què s'obtenen, es poden guardar en laboratoris, ja que són objecte comú d'estudi.

## Taxonomia
Segons ITIS (7 de desembre de 2010):
- Amoeba discoides (Sch.)
- Amoeba dubia (Sch.)
- Amoeba gorgonia (Pen.)
- Amoeba guttula (Duj.)
- Amoeba limicola (Rhumb.)
- Amoeba proteus (Pal.)
- Amoeba radiosa (Ehr.)
- Amoeba spumosa (Grub.)
- Amoeba striata (Pen.)
- Amoeba verrocosa
- Amoeba vespertilio (Pen.)

L'espècie tipus del gènere és Amoeba proteus (també coneguda com a Chaos diffluens), un organisme comú d'aigua dolça que té una mida de 700/800 μm de longitud i que s'utilitza en les aules i en laboratoris per al seu estudi.
L'espècie Amoeba dubia té una mida de més d'un mil·límetre i és visible a simple vista.

## Història i classificació

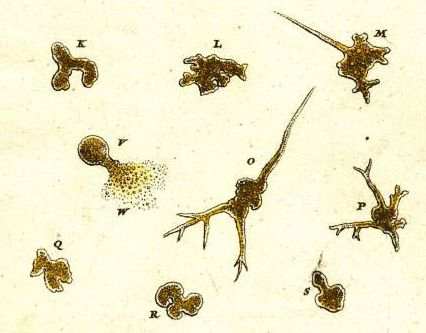
La primera il·lustració d'una ameba. Llibre Insecten-Belustigung d'August Johann Rösel von Rosenhof (1755).

Els sistemes antics de classificació incloïen a les amebes entre els animals.
El primer registre d'un organisme semblant a l'ameba ho va fer el naturalista alemany August Johann Rösel von Rosenhof en 1755, i va nomenar al seu descobriment «Der Kleine Proteus» (el petit Proteu), de Proteu, un déu marí de la mitologia grega. Mentre que les il·lustracions de Rosel mostren a una criatura d'aparença similar a la que ara es coneix com a Amoeba proteus, el seu «petit Proteu» no es pot identificar amb seguretat amb qualsevol espècie moderna.
El terme «animalcule Proteus» es va mantenir en ús al llarg dels segles xviii i xix, com un nom informal per a tota forma de vida ameboide.
En 1758, pel que sembla sense veure per si mateix el Proteu de Rosel, Carl Linné va incloure l'organisme en el seu propi sistema de classificació amb el nom de Volvox caos. No obstant això, a causa que el nom de Volvox ja havia estat aplicat a un gènere d'algues flagel·lades, va canviar el nom pel de Caos caos.
En 1786, el naturalista danès Otto Müller descriu i il·lustra una espècie que la va nomenar Diffluens Proteus, que era probablement l'organisme conegut actualment com a Amoeba proteus.
El gènere Amiba (del grec amoibè (ἀμοιβή) que significa «canvi») va ser erigit en 1822 per Bory de Saint-Vincent.
En 1830, el naturalista alemany Christian Gottfried Ehrenberg va adoptar aquest gènere en la seva pròpia classificació de criatures microscòpiques, però va canviar l'ortografia a «amoeba».
Actualment, per extensió, s'anomena «ameba» a qualsevol membre de l'embrancament Amoebozoa. Almenys sis espècies d'aquest grup són paràsits de l'home. D'aquestes, la més important és l'Entamoeba histolytica, que causa l'amebiasis o disentèria amèbica.

## Anatomia

Anatomia d'una Ameba.

Les espècies d'amebes es mouen i s'alimenten mitjançant projeccions temporals de la seva estructura, anomenades pseudòpodes. La formació dels pseudòpodes es produeix com a resposta a estímuls químics generats per microorganismes que constitueixen el seu aliment i es formen per l'acció coordinada dels microfilaments dins del citoplasma cel·lular, empenyent cap a fora de la membrana plasmàtica que envolta la cèl·lula. En les amebes, els pseudòpodes són aproximadament tubulars i amb els extrems arrodonits. La forma general de la cèl·lula pot canviar ràpidament amb pseudòpodes que s'estenen i es contrauen en el cos de la cèl·lula. Les amebes poden produir molts pseudòpodes alhora, sobretot quan floten lliurement. Quan s'arrosseguen ràpidament al llarg d'una superfície, la cèl·lula pot prendre una forma més o menys monopòdica, amb un sol pseudòpode dominant desplegat en la direcció del moviment.
Històricament, els investigadors han dividit el citoplasma en dues parts, que consisteix en un endoplasma intern granular i una capa exterior d'ectoplasma clar, tancat dins d'una membrana plasmàtica flexible. La cèl·lula normalment té un únic nucli granular, que conté la major part de l'ADN de l'organisme. Un vacúol contràctil manté l'equilibri osmòtic excretant l'excés d'aigua de la cèl·lula (vegeu Osmoregulació).

## Alimentació
Les amebes són organisme de nutrició heteròtrofa, ja que s'alimenten de tota classe de plantes i animals microscòpics, de bacteris i d'altres cèl·lules. Obtenen el seu aliment per fagocitosi, envoltant els organismes més petits i les partícules de matèria orgànica, o mitjançant pinocitosi, obtenint els nutrients dissolts a través de vesícules formades dins de la membrana cel·lular. Els aliments envoltats per les amebes s'emmagatzemen en orgànuls digestius anomenats vacúols d'aliments.

## Relació
Les amebes no tenen sistema nerviós, sinó que es comuniquen per mitjà de la interacció de la membrana cel·lular amb l'exterior que l'envolta. Com a resposta per exemple a un estímul nociu, irritant o alimentari, la comunicació intracel·lular produeix una reacció de la cèl·lula completa, allunyant-se o apropant-se a l'estímul original.

## Reproducció
Igual que altres organismes eucariotes unicel·lulars, les amebes es reprodueixen asexualment per mitosi o per citocintesi. No s'han observat fenòmens sexuals en les amebes, encara que es coneix l'intercanvi sexual de material genètic en altres grups d'amebozous. En els casos on els organismes s'han dividit per la força, la porció que reté el nucli sovint sobreviu i forma una nova cèl·lula amb citoplasma, mentre que l'altra porció mor.

## Quists amèbics
En entorns que són potencialment letals per a la cèl·lula, una ameba pot quedar-se latent en forma de bola i envoltada per una membrana protectora que prèviament ha secretat per a esdevenir un quist microbià. La cèl·lula roman en aquest estat fins que es troba condicions més favorables. Mentre estigui en la forma de quist, l'ameba no es pot replicar i pot morir si no ha sortir en un llarg període.

## Galeria de vídeos
|  |  |